# Thermal Shift Assay

Prinzip des thermal shift assay

Ein thermal shift assay (TSA, synonym Thermofluor Assay oder Differential Scanning Fluorimetry, DSF) ist eine biochemische Methode zur Messung der Änderung der Thermostabilität der Faltung eines Proteins nach Zugabe eines Bindungspartners. Sie ist dadurch eine Methode zur Bestimmung von Protein-Protein-, Protein-DNA- und Protein-Lipid-Interaktionen sowie Interaktionen zwischen Proteinen und niedermolekularen Verbindungen.

## Prinzip
Die Faltung eines Proteins wird oftmals durch Bindung eines weiteren Moleküls stabilisiert. Die Stabilisierung äußert sich unter anderem durch eine erhöhte Thermostabilität des Proteins, bei der die biologische Aktivität des Proteins auch bei vergleichsweise höheren Temperaturen erhalten bleibt und die Denaturierung erst bei höheren Temperaturen einsetzt.
Die Durchführung des Thermal Shift Assays erfolgt durch Zugabe von unterschiedlichen Verdünnungsstufen eines Bindungspartners. Zwei Messverfahren haben sich dabei durchgesetzt. Zum einen ein indirektes Verfahren durch Zusatz eines fluoreszenten Proteinfarbstoffs wie z. B. SYPRO Orange oder 1-Anilinonaphthalen-8-sulfonsäure (ANS). Die Versuchsansätze der Verdünnungsstufen und einer Negativkontrolle werden hierbei in einem Real-Time-Cycler inkubiert, der die Fluoreszenz in den Versuchsansätzen bei zunehmender Temperatur misst. Zum anderen die direkte Messung der intrinsischen Fluoreszenz, der Eigenfluoreszenz der Tryptophane (und in vermindertem Maße der Tyrosine), die auf Grund ihrer Polarität vorrangig im Innern einer Proteinstruktur verortet sind. Ein Bindungsereignis hat in der Regel eine Auswirkung auf die Struktur oder Faltung des Proteins, was eine Änderung der Positionen der Tryptophane, bzw. Tyrosine innerhalb der Struktur zur Folge haben kann. Solch eine Positionsänderung verursacht eine Änderung der Fluoreszenz, welche durch die Änderung der Umgebungsbedingungen (Hydratation, Elektronendichte) begründet ist. Besonders deutlich wird dieser Effekt, wenn ein Tryptophan oder Tyrosin an dem Bindungsereignis beteiligt ist. Dadurch erhält man in vielen Fällen zusätzlich zur thermischen Stabilisierung noch Informationen zu strukturellen Änderungen während eines Bindungsvorganges.
Eine Variante der Methode namens CETSA (cellular thermal shift assay) verwendet Zellkulturen anstatt gereinigter Proteine, wodurch der erste Versuchsabschnitt, die Bindung eines Bindungspartners an ein Protein, in vivo erfolgen kann. Die bei der Denaturierung verwendeten Puffer beeinflussen die Änderung der Thermostabilität eines Proteins. Durch den vergleichsweise geringen Materialaufwand eignen sich Thermal Shift Assays für Messungen im Hochdurchsatz.

## Anwendungen
Thermal Shift Assays werden unter anderem bei der Proteincharakterisierung, beim Protein-Engineering und beim Wirkstoffdesign eingesetzt.
Des Weiteren können Thermal Shift Assays genutzt werden, um geeignete Pufferbedingungen für ein Protein zu finden.
Eine verwandte Methode, um optimale Pufferzusammensetzungen für ein Zielprotein oder Biopharmazeutikum zu identifizieren, ist nanoDSF. nanoDSF misst die Stabilität der Proteinfaltung in thermischen und chemischen Entfaltungsexperimenten. Dabei werden Änderungen der intrinsischen Fluoreszenz von Tryptophan während der Entfaltung detektiert.